# 米爾斯通 (肯塔基州)
米爾斯通（英語：Millstone）是位於美國肯塔基州萊徹縣的一個人口普查指定地區。

## 人口
根據2020年美國人口普查的數據，米爾斯通的面積為0.58平方千米，當中陸地面積為0.56平方千米，而水域面積為0.02平方千米。當地共有人口92人，而人口密度為每平方千米158.62人。